# Les Libertés qu'il nous reste
 (août 2014).
Si vous disposez d'ouvrages ou d'articles de référence ou si vous connaissez des sites web de qualité traitant du thème abordé ici, merci de compléter l'article en donnant les références utiles à sa vérifiabilité et en les liant à la section « Notes et références ».
Les Libertés qu'il nous reste est une œuvre de Georges Simenon parue pour la première fois en janvier 1981 aux Presses de la Cité.
L'œuvre est dictée par Simenon à Lausanne, 12 avenue des Figuiers, du 30 novembre au 17 décembre 1978.
Elle fait partie de ses Dictées.